# Simfonia nr. 10 (Beethoven/Cooper)

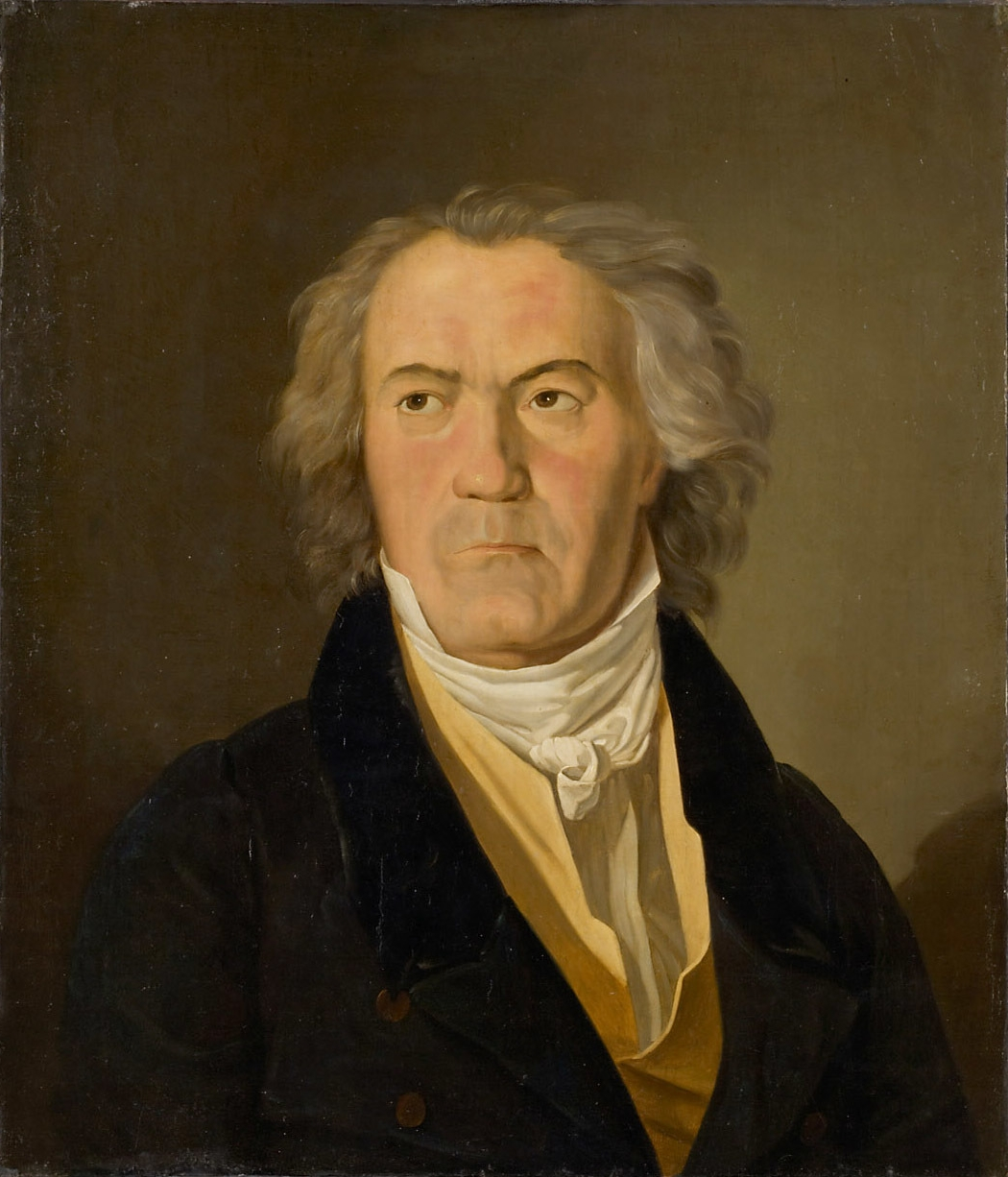
Ludwig van Beethoven în 1823 (portret de F. G. Waldmüller)

Simfonia nr. 10 în Mi bemol major este o lucrare ipotetică, terminată în 1988 de către Barry Cooper din schițele parțiale a primei părți compuse de Ludwig van Beethoven. Schițele erau destinate pentru aceeași simfonie,care ar fi trebuit să apară după a Noua, iar faptul că Beethoven intenționa să compună o altă simfonie era ceva evident. Partitura scrisă de Cooper a fost interpretată pentru prima dată la un concert organizat de Societatea Filarmonicii Regale din Londra în 1988, căreia însuși Beethoven i-a dedicat noua simfonie în 1827. Partitura a fost publicată de Universal Edition din Viena, iar în 2013 a apărut o ediție nouă. 

## Istoric
După terminarea Simfoniei nr. 9 în 1824, Beethoven a depus toată energia pentru a compune ultimul său cvartete de coarde, cu toate că unele referințe contemporane demonstrează lucrul asupra unei alte simfonii (ex. în scrisoarea sa din 18 martie 1827); după cum se spune, Beethoven a cântat niște fragmente din prima parte prietenului său Karl Holz, a cărui descriere despre ce a auzit se potrivește cu schițele găsite de Cooper. Cooper a afirmat că a găsit aproximativ 250 de măsuri ale schițelor pentru prima parte, pe care le-a ordonat ca să cristalizeze forma acesteia, ca să fie mai aproape de stilul componistic al lui Beethoven. Mișcarea adaptată de Cooper constă dintr-un Andante în Mi bemol major, care include un fragment median Allegro în do minor. Pe lângă prima parte, a mai găsit schițe pentru un Scherzo și pentru mișcările de final, dar el a considerat că acestea nu sunt destul de ample pentru a fi integrate într-o versiune care poate fi interpretată. 
Sunt puține referințe despre această lucrare în scrisorile de corespondență ale lui Beethoven. El a planificat inițial ca Simfonia a 9-a să aibă doar părți instrumentale, „Oda Bucuriei” să fie o cantată separată, iar Simfonia a 10-a să se încheie cu o lucrare vocală diferită.
Mai devreme, în 1814-15, Beethoven a început, de asemenea, schițele pentru al 6-lea Concert pentru pian în D-Dur, Hess 15. (Spre deosebire de simfonia fragmentată, prima mișcare a acestui concert a fost scrisă parțial într-o partitură completă, prelucrată de către Nicholas Cook , mai apoi interpretată și înregistrată.) 
Reconstruirea primei mișcări a Simfoniei a 10-a de către Cooper a fost lansată în 1988 sub bagheta lui Wyn Morris și a lui Walter Weller. De asemenea, imprimarea lui Wyn Morris din 1988 a fost înregistrată pe un disc care include muzică și prelegere rostită , „Istoria Simfoniei a 10-a de Beethoven”, de Barry Cooper. 

## Popularitate culturală
O istorie imaginară despre descoperirea Simfoniei a 10-a a lui Beethoven a fost descrisă de către Sue Latham în nuvela sa „Simfonia casei bântuite”.  
Simfonia nr. 10 joacă un mare rol de intrigă în „Beethoven's Last Night”, un album al Orchestrei Trans-Siberian.
NPR a rulat o poveste despre descoperirea Simfoniei nr. 10 de Ziua păcălelilor în 2012.
În filmul „The Dr. Denker Story”, episodul „Wagon Train”, Doctorul Denker, rol jucat de Theodore Bikel, conduce o „orchestră” de copii în care face referință la Simfonia nr. 10 de Beethoven.
Simfonia nr. 1 de Johannes Brahms este confundată uneori cu Simfonia nr. 10 de Beethoven, așa cum remarca Hans von Bülow.   